# 까오숑한국국제학교
까오숑한국국제학교(중국어: 高雄韓國國際學校)는 중화민국 가오슝시에 있는 한국학교이다. 현재 유치원과 초등학교 과정을 운영하고 있다.

## 연혁
- 1961년 1월 25일 : 고웅시 한교소학교로 개교
- 1966년 6월 3일 : 신교사 낙성시 거행
- 1974년 8월 12일 : 현 교지매입(재산국 남부변사처)
- 1995년 3월 19일 : 일요한글학교 개교
- 2011년 11월 17일 : 까오숑한국국제학교로 변경